# Felton (Minnesota)
Felton és una població dels Estats Units a l'estat de Minnesota. Segons el cens del 2000 tenia 216 habitants.

## Demografia
Segons el cens del 2000, Felton tenia 216 habitants, 91 habitatges, i 56 famílies. La densitat de població era de 81,8 habitants per km².
Dels 91 habitatges en un 31,9% hi vivien nens de menys de 18 anys, en un 49,5% hi vivien parelles casades, en un 9,9% dones solteres, i en un 37,4% no eren unitats familiars. En el 33% dels habitatges hi vivien persones soles el 13,2% de les quals corresponia a persones de 65 anys o més que vivien soles. El nombre mitjà de persones vivint en cada habitatge era de 2,37 i el nombre mitjà de persones que vivien en cada família era de 3,12.
Per edats la població es repartia de la següent manera: un 31,5% tenia menys de 18 anys, un 4,2% entre 18 i 24, un 27,3% entre 25 i 44, un 24,1% de 45 a 60 i un 13% 65 anys o més.
L'edat mediana era de 35 anys. Per cada 100 dones de 18 o més anys hi havia 102,7 homes.
La renda mediana per habitatge era de 26.477 $ i la renda mediana per família de 40.833 $. Els homes tenien una renda mediana de 28.750 $ mentre que les dones 18.750 $. La renda per capita de la població era de 15.321 $. Entorn del 10,3% de les famílies i el 16,9% de la població estaven per davall del llindar de pobresa.

## Poblacions més properes
El següent diagrama mostra les poblacions més properes.